# SEHA-Liga 2014/15
Die SEHA-Liga ist ein supranationaler Handball-Wettbewerb, der in der Saison 2014/15 in seine vierte Saison geht. Veranstalter ist die South Eastern Handball Association. Die weiterhin zehn teilnehmenden Mannschaften der vierten Saison kamen aus Bosnien und Herzegowina, Kroatien, Mazedonien, Serbien, Slowakei, Ungarn und Belarus. Montenegro hat seinen Verein für dieses Jahr abgemeldet. Stattdessen konnte man mit Telekom Veszprém einen Europäischen Top Verein aus Ungarn hinzugewinnen. Meister in der vierten Spielzeit wurde der Neuling Telekom Veszprém aus Ungarn.

## Teilnehmer
| Wappen | Verein                 | Land                    | Bisherige Teilnahmen an der SEHA-Liga | Titel          |
| ------ | ---------------------- | ----------------------- | ------------------------------------- | -------------- |
|        | Borac m:tel            | Bosnien und Herzegowina | 4 (2011, 2012, 2013, 2014)            |                |
|        | PPD Zagreb             | Kroatien                | 4 (2011, 2012, 2013, 2014)            | 1 (2013)       |
|        | RK Nexe Našice         | Kroatien                | 4 (2011, 2012, 2013, 2014)            |                |
|        | RK Metalurg Skopje     | Nordmazedonien          | 4 (2011, 2012, 2013, 2014)            |                |
|        | RK Vardar Skopje       | Nordmazedonien          | 4 (2011, 2012, 2013, 2014)            | 2 (2012, 2014) |
|        | RK Radnicki Kragujevac | Serbien                 | 1 (2014)                              |                |
|        | RK Vojvodina           | Serbien                 | 2 (2013, 2014)                        |                |
|        | HT Tatran Prešov       | Slowakei                | 4 (2011, 2012, 2013, 2014)            |                |
|        | Telekom Veszprém       | Ungarn                  | 1 (2014)                              |                |
|        | Meshkov Brest          | Belarus                 | 3 (2012, 2013, 2014)                  |                |

## Modus
Die zehn Teilnehmer treten in der Hauptrunde in einer Liga jeweils zweimal gegeneinander an. Einmal in heimischer Halle und einmal auswärts. Die besten vier Teams qualifizieren sich nach Abschluss der Runde für die Play-offs, die im vierten Jahr in Veszprém, Ungarn ausgetragen wurden. Ungewöhnlich für den Handball ist die Punktvergabe in der Liga. Der in der SEHA federführende Handball-Verband Bosnien-Herzegowinas hat dabei das auch in der heimischen Liga angewendete System der  sogenannten „englischen Tabelle“ übernommen, in dem es drei Punkte für einen Sieg und einen für ein Remis gibt.